# Hipismo nos Jogos Pan-Americanos de 1991
As competições de hipismo nos Jogos Pan-Americanos de 1991 foram realizadas em Havana, em Cuba. Quatro eventos concederam medalhas.

## Quadro de medalhas
| Ordem | País               | Medalha de ouro | Medalha de prata | Medalha de bronze |    |
| ----- | ------------------ | --------------- | ---------------- | ----------------- | -- |
| 1     | CAN Canadá         | 3               | 3                |                   | 6  |
| 2     | BRA Brasil         | 1               |                  | 1                 | 2  |
| 3     | USA Estados Unidos |                 | 1                | 2                 | 3  |
| 4     | MEX México         |                 |                  | 1                 | 1  |
| TOTAL | TOTAL              | 4               | 4                | 4                 | 12 |

## Ligação externa
- Jogos Pan-Americanos de 1991